# Les Baux (Adelsgeschlecht)

Wappen der Herren von Les Baux

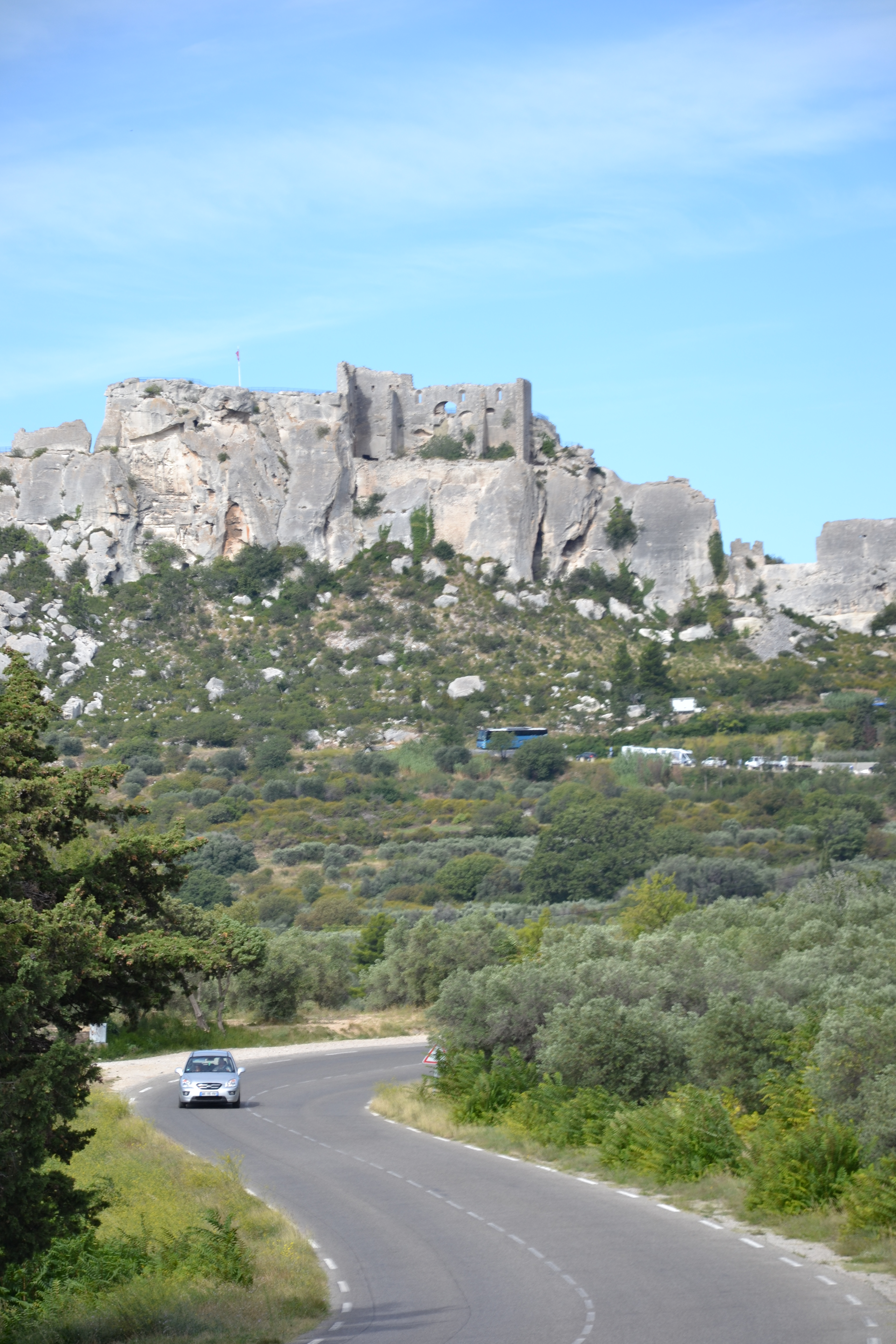
Die Burg Les Baux-de-Provence

Les Baux war eine Familie des südfranzösischen Adels, die in ihrer italienischen Linie Del Balzo noch existiert. 
Seit dem 10. Jahrhundert übten die Barone des Baux eine dominierende Rolle in der Grafschaft Provence aus, wurden aber im 13. Jahrhundert von den Grafen von Barcelona, die die Provence übernommen hatten, zurückgedrängt und starben dort 1426 aus.

## Geschichte
Die Familie wird erstmals in der zweiten Hälfte des 10. Jahrhunderts bezeugt. Die Mitglieder treten ab 1032 als Herren von Les Baux auf, verzweigen sich aber rasch über weite Teile des westlichen Mittelmeeres. Einzelne Linien der Familien erwerben in der Provence die Vizegrafschaft Marseille und das Fürstentum Orange und das erbliche Richteramt (Iudicarius) in Arborea auf Sardinien.
Nach der Eroberung Süditaliens durch Karl I. von Anjou, an der sich Mitglieder der Familie des Baux beteiligten, erhielten diese die Grafschaft Avellino und das Herzogtum Andria zu Lehen. Hier führte die Familie den Namen del Balzo. Eine Nebenlinie der Herzöge von Andria ist die Familie der Herzöge von Presenzano, die heute noch existiert und zum italienischen Adel gehört. Familienoberhaupt ist Don Antonello del Balzo, 11. Duca di Presenzano (* Neapel 1948).
Eine weitere Nebenlinie vererbte ihren Besitz an das römische Haus Orsini mit der Auflage, den Namen del Balzo ihren Namen hinzuzufügen; die Orsini del Balzo spielten als jüngere Linie des Hauses Orsini eine Rolle in der italienischen Geschichte.
Mit Alix, Baronin des Baux, Gräfin von Avellino (um 1365–1426) starb die Hauptlinie der Familie aus. Die kinderlose Witwe Konrads III. von Freiburg-Neuenburg verfügte testamentarisch, dass ihre Besitzungen Baux, Montpaon, Castillon, Mouriès, Éguilles und Séderon in der Provence sowie ihre Grafschaft Avellino in Kampanien an ihren entfernten Vetter Francesco-Guglielmo del Balzo-Andria fallen solle. Dieser konnte jedoch nur die Nachfolge in Avellino antreten, da die Gräfin der Provence, Jolanthe von Aragón-Barcelona, die provenzalischen Besitzungen erobern und einziehen ließ. 

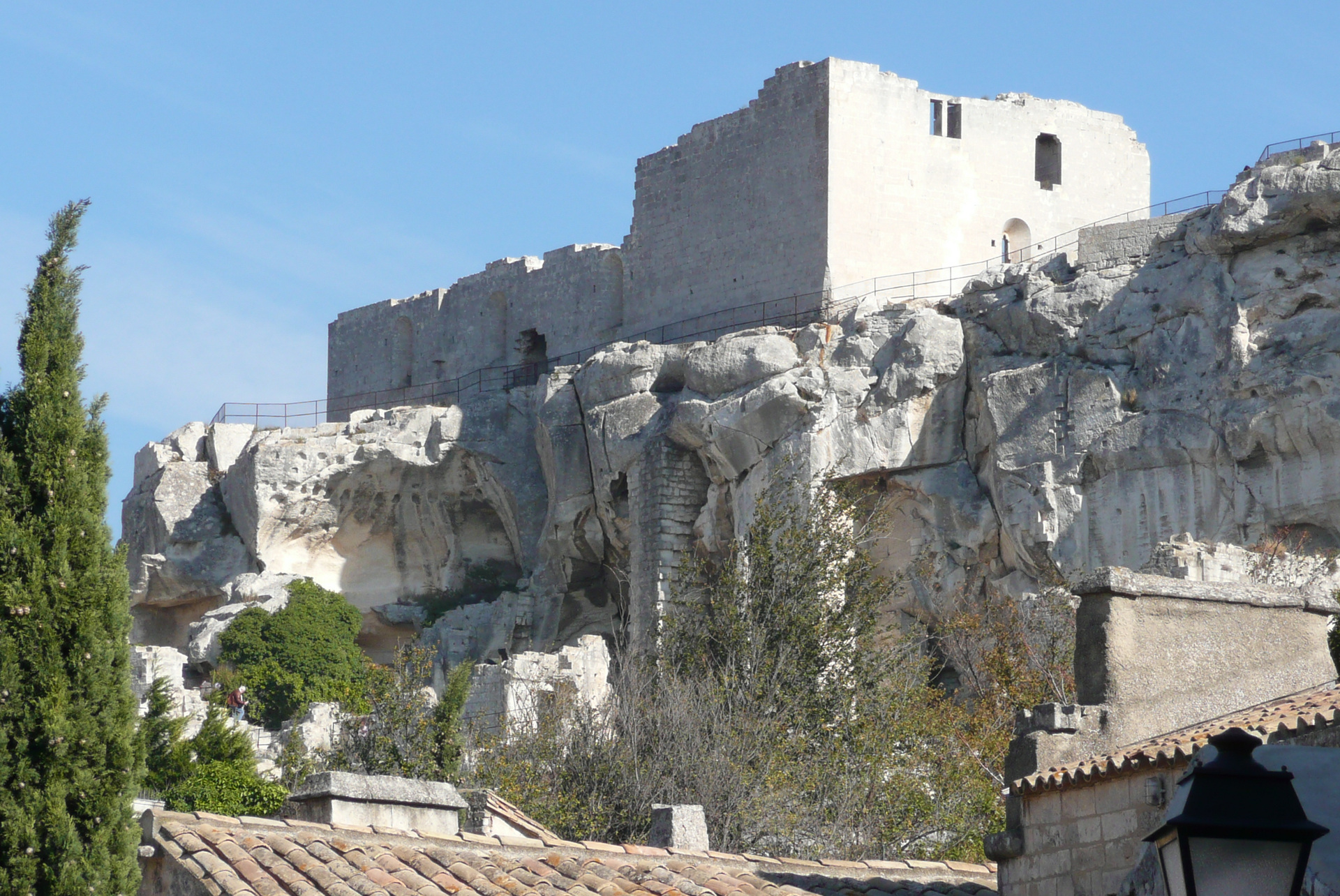
Les Baux
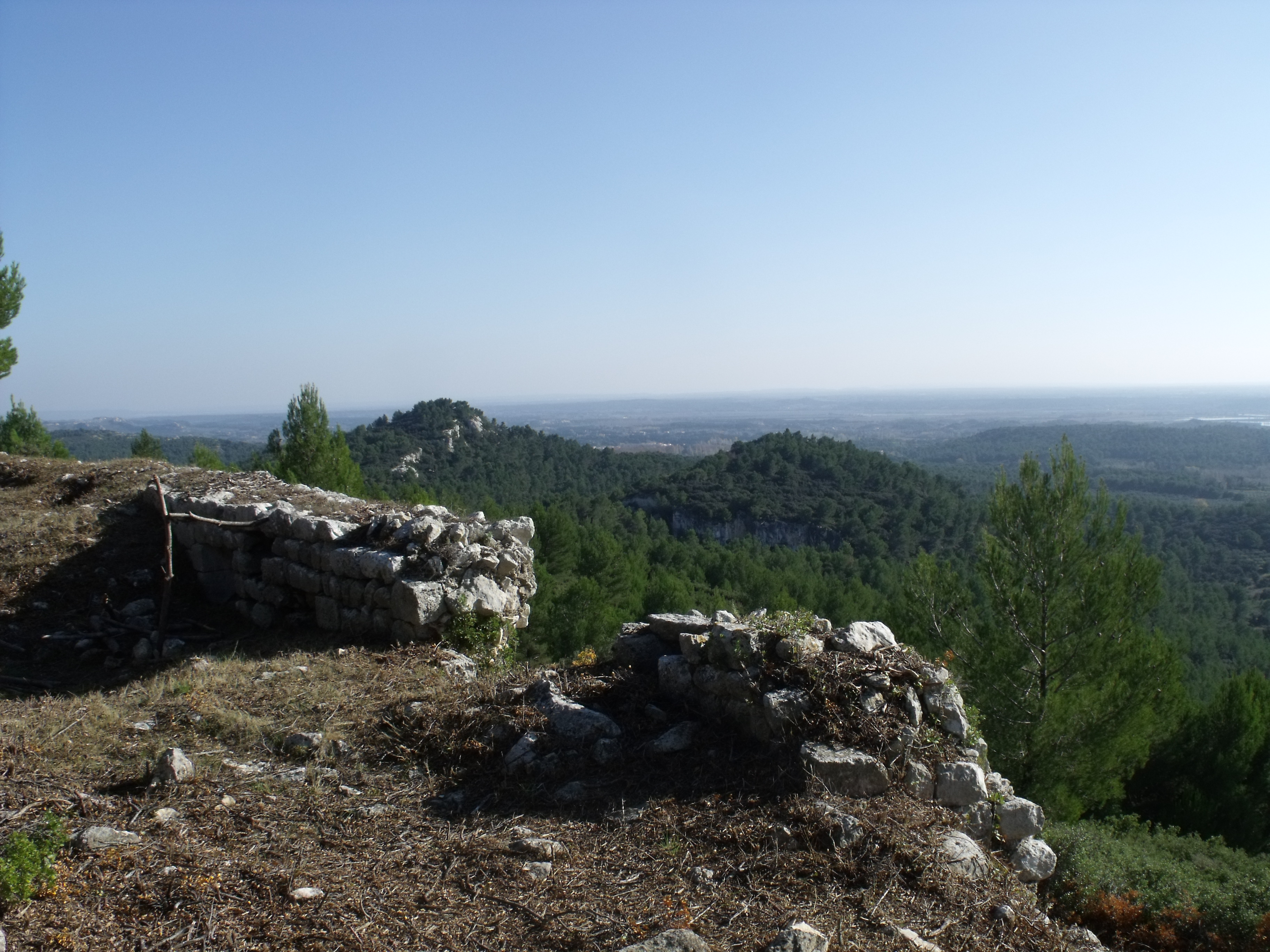
Blick von der Ruine Montpaon
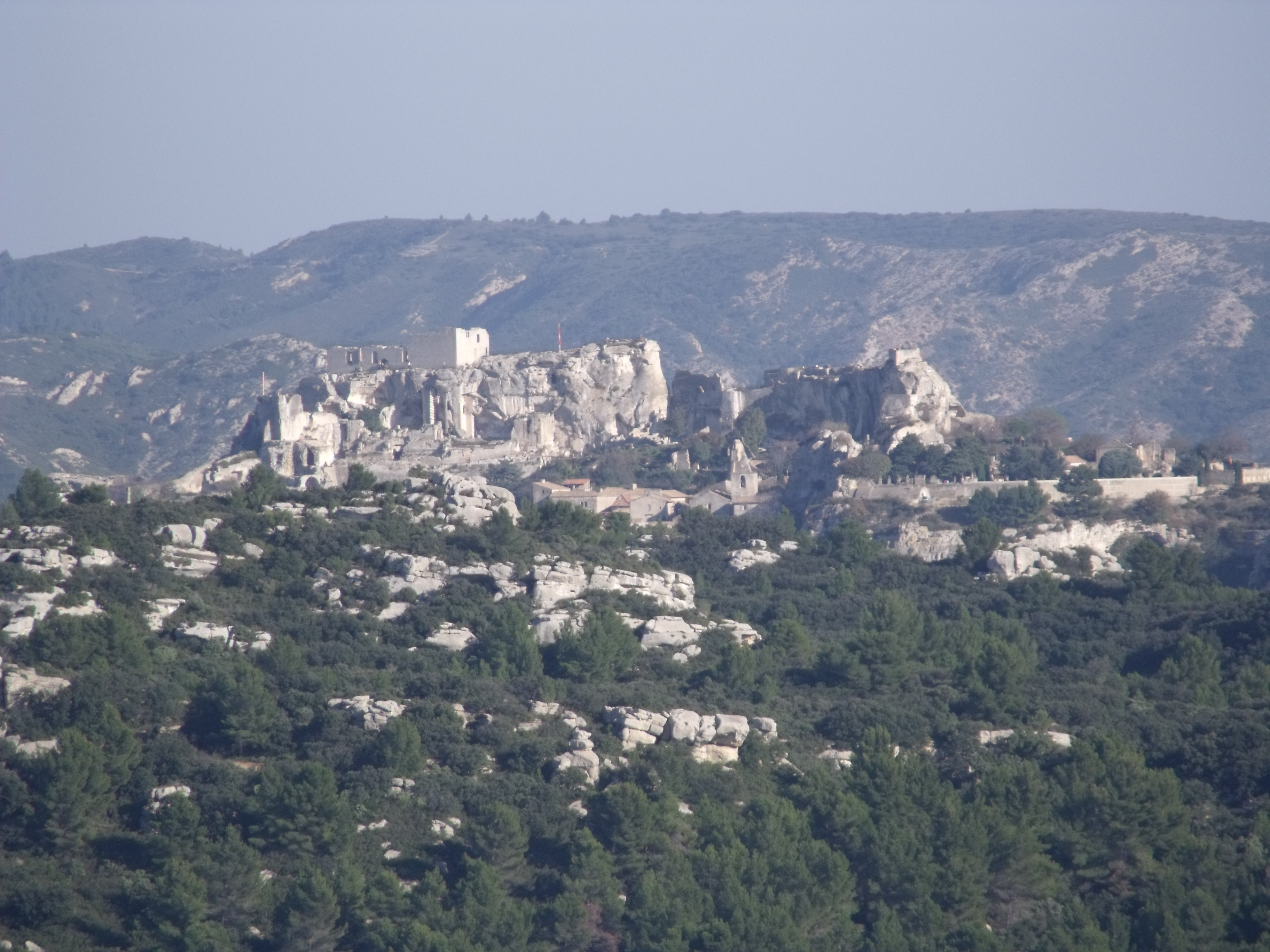
Blick von Montpaon auf Les Baux
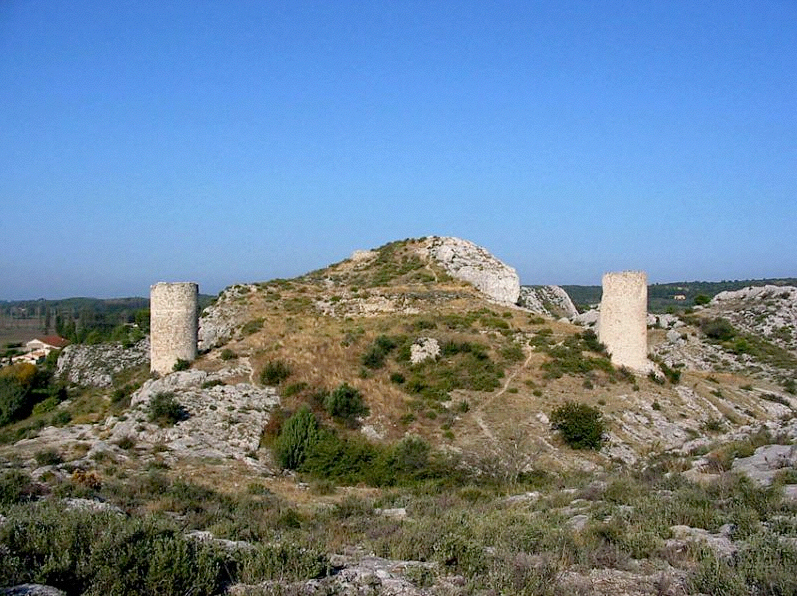
Castillon

1642 verlieh König Ludwig XIII. von Frankreich die Herrschaft Les Baux den Fürsten von Monaco aus dem Hause Grimaldi. Seither wird der Titel Marquis des Baux traditionell vom jeweiligen Erbprinzen von Monaco getragen, derzeit von Jacques von Monaco.

## Stammliste (Auszug)

### Erste Generationen
1. Pons, 961/1028 bezeugt
  1. Hugues, † nach 1059, 1032 des Baux
    1. Guillaume-Hugues, † vor 1110
      1. Raymond des Baux, † 1150, 1148 Prätendent der Grafschaft Provence, Gründer der Abtei Silvacane
        1. Hugues, † 1179, Sire des Baux; ⚭ I NN; ⚭ II NN, Tochter von Comita II., König von Torres (Sardinien) – Nachkommen siehe unten
        2. Bertrand, † 1180/81, Sire des Baux, 1171 Fürst von Orange; ⚭ Tiburge d’Orange, Tochter von Gaufred d’Omelaz aus dem Haus Montpellier
          1. Hugues (Ugo), † 1239/40, Sire des Baux, de Trinquetaille etc., 1195 Vicomte de Marseille, ⚭ Barrale, 1208 Vicomtesse de Marseille, † vor 1234, Tochter von Raimond Geoffroi genannt Barral, Vicomte de Marseille – Nachkommen siehe unten
          2. Bertrand des Baux, Seigneur de Meyrargues, de Puyricard, d’Eguilles, de Marignane, de Saint-Victoret, de Berre, d’Istres, de Miramas et de Vitrolles – Nachkommen siehe unten
          3. Guillaume I. des Baux, genannt du Cornet, † 1218, 1182 Fürst von Orange – Nachkommen siehe unten

        3. Matelle, † nach 1175; ⚭ I Pierre Vicomte de Gabarret, de Béarn et de Brulhois, † vor 1154 (Haus Dax); ⚭ II Centulle II., Vicomte de Marsan, Comte de Bigorre, † wohl 1185

### Die Teilkönige von Sardinien
1. Hugues, † 1179, Sire des Baux; ⚭ I NN; ⚭ II NN, Tochter von Comita II., König von Torres (Sardinien) – Vorfahren siehe oben
  1. (II) Ugo de Basso, 1102 † vor 1122, Iudicarius von Arborea
    1. Pietro I. de Lacon, 1228/30 König und Iudicarius von Arborea, Vicomte des Baux
      1. Mariano I, 1284/86 bezeugt, Vicomte des Baux, Iudicarius
        1.  ? Giovanni I., † vor 1310, Vicomte des Baux, Iudicarius von Arborea
          1. (unehelich) Mariano II., † vor 1322, Vicomte des Baux, Iudicarius von Arborea
            1. Ugo, † nach 1336, Vicomte des Baux, Iudicarius von Arborea
              1. Pietro II., Vicomte des Baux, Iudicarius von Arborea; ⚭ Konstanze von Saluzzo, Tochter von Philipp
              2. Giovanni II., 1376 gefangen
              3. Niccolò – sein Enkel wird 1409 Iudicarius von Arboea
              4. Mariano III., 1339 Conte di Goceano, 1353 Vicomte des Baux, Iudicarius von Arborea
                1. Ugo, † vor 1384, 1377 Iudicarius von Arborea
                2. Eleonora, † 1404, Signora di Arborea; ⚭ Brancaleone Doria, Conte di Monteleone, † nach 1392
                3. Beatrice; ⚭ Aymar VII., Vicomte de Narbonne (Haus Manrique de Lara)

              5. Bonaventura; ⚭ Pedro Barón de Ejérica, † 1362 (Haus Barcelona)

### Die Grafen von Avellino

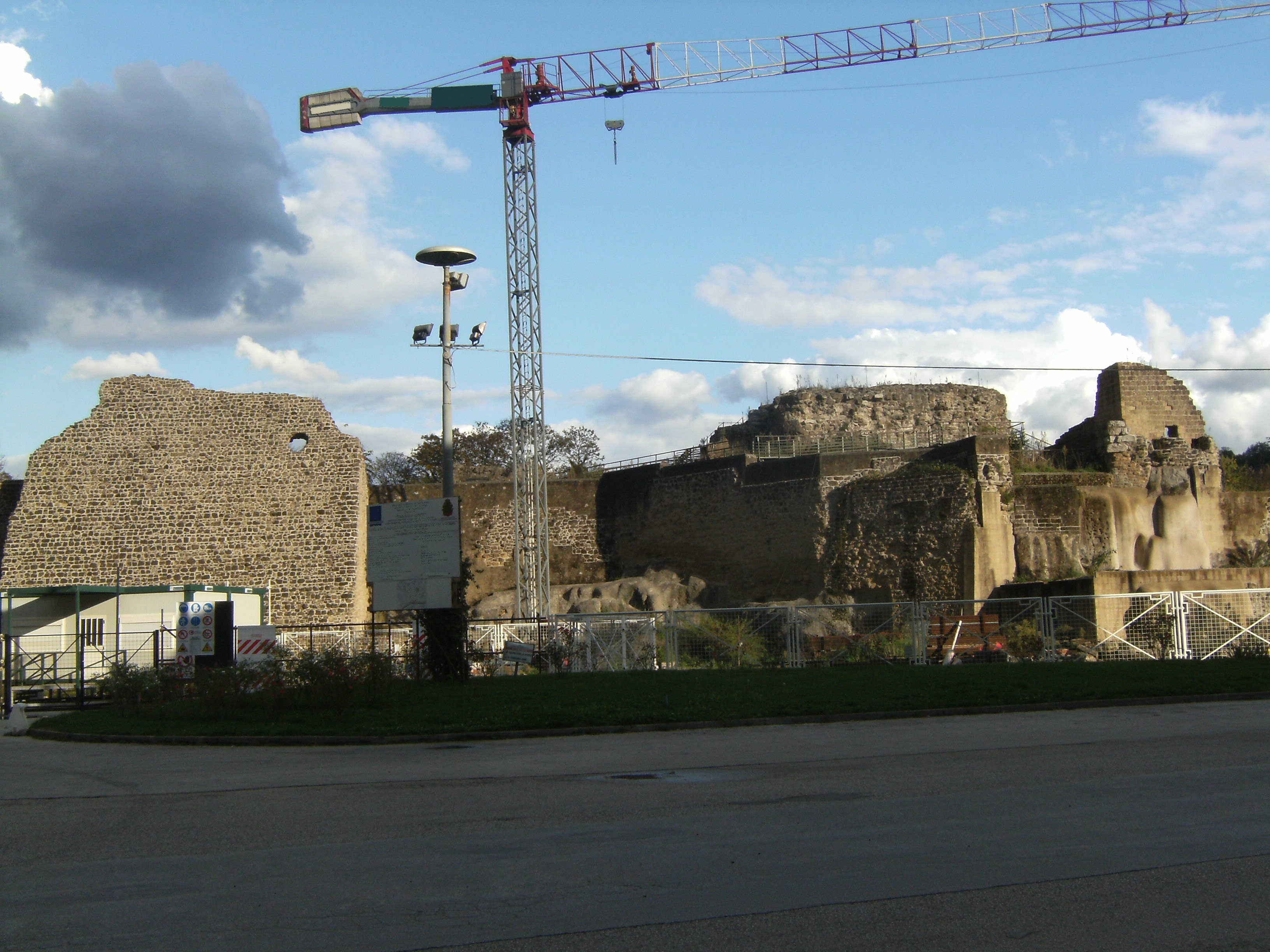
Ruine des Langobarden-Kastells in Avellino

1. Hugues (Ugo), † 1239/40, Sire des Baux, de Trinquetaille etc., 1195 Vicomte de Marseille, ⚭ Barrale, 1208 Vicomtesse de Marseille, † vor 1234, Tochter von Raimond Geoffroi genannt Barral, Vicomte de Marseille – Vorfahren siehe oben
  1. Barral, † 1268, 1230 Sire des Baux, 1240/45 enteignet, geht 1253 nach Italien, 1265 Podestà von Mailand; ⚭ Sibylle d’Anduze, Nichte von Raimund VII., Graf von Toulouse
    1. Bertrand, † 1304/05, Sire des Baux, 1268 Graf von Avellino; ⚭ I Philippa de Poitiers, † nach 1263, Tochter von Aymar II., Comte de Valentinois (Haus Poitiers-Valentinois); ⚭ II Philippa de Poitiers, † vor 1283, Tochter von Aymar III., Comte de Valentinois (Haus Poitiers-Valentinois); ⚭ III Agathe de Mévouillon
      1. (I) Raymond I., X 1321, Sire des Baux, 2. Graf von Avellino, 1295 Regent des Königreichs Neapel
        1. Sibylle, † vor 1361; ⚭ Jakob von Savoyen, Fürst von Achaia, † 1367 (Haus Savoyen)
        2. (I) Hugues genannt Ugonello, † 1351, Sire des Baux, 3. Graf von Avellino
          1. Robert, † 1354, 4. Graf von Avellino, ⚭ Maria posthuma von Anjou-Sizilien, † 1366, Tochter von Karl, Fürst von Kalabrien (Haus Anjou)
          2. Raymond II., † 1372, 5 Graf von Avellino; ⚭ Jeanne de Beaufort, † 1404, Tochter von Guillaume III. Roger, Comte de Beaufort, Vicomte de Turenne, Nichte von Papst Gregor XI., Großnichte von Papst Klemens VI. (Haus Rogier de Beaufort)
            1. Alix, Dame d‘Aubagne, † vor 1426, 5. Gräfin von Avellino, 1399 Dame des Baux etc., 1426 Comtesse de Beaufort, Vicomtesse de Turenne; ⚭ I Odo von Thoire und Villars, Titulargraf von Genf, † nach 1413; ⚭ II Konrad, Graf von Freiburg, 1395 Graf von Neuenburg, † 1424

      2. (I) Sibylle, † 1360, ⚭ Aymar V. de Poitiers, Graf von Valentinois, † 1339/40 (Haus Poitiers-Valentinois)
      3. (I) Béatrix genannt Pontessona, † nach 1344; ⚭ Guigues Dauphin von Viennois, † vor 1317
      4. (III) Agout (Agotus), Seigneur de Caromb, Brantes  etc., † 1346
        1. Bertrand, genannt de Courthezon, † 1374/75, Seigneur de Brantes; ⚭ Catherine des Baux, Dame de Courthezon, Tochter von Bertrand VI. (siehe unten)

      5. Agathe; ⚭ Decanus Vicomte d’Uzès

    2. Marquise, † vor 1279; ⚭ Henri II. Graf von Rodez, † 1304
    3. Cecile genannt Passerose, † 1275; ⚭ Amadeus IV., Graf von Savoyen, † 1253 (Haus Savoyen)

### Die Herzöge von Andria
1. Bertrand des Baux, Seigneur de Meyrargues, de Puyricard, d’Eguilles, de Marignane, de Saint-Victoret, de Berre, d’Istres, de Miramas et de Vitrolles – Vorfahren siehe oben
  1. Raymond, † 1235/37, Seigneur de Berre et d'Istres, 1209/21 Vicomte de Marseille
    1. Bertrand, Seigneur de Meyrargues, de Puyricard etc., † 1266 - Nachkommen † nach 1391
    2. Gilbert genannt lo Dous, † nach 1277, Seigneur de Marignane - Nachkommen, † nach 1513
    3. Guillaume, † 1265/66, Seigneur de Berre, d'Istres
      1. Bertrand, Seigneur de Berre et d'Istres, geht 1265 nach Italien
        1. Hugues, † 1334
        2. Guillaume, † vor 1344

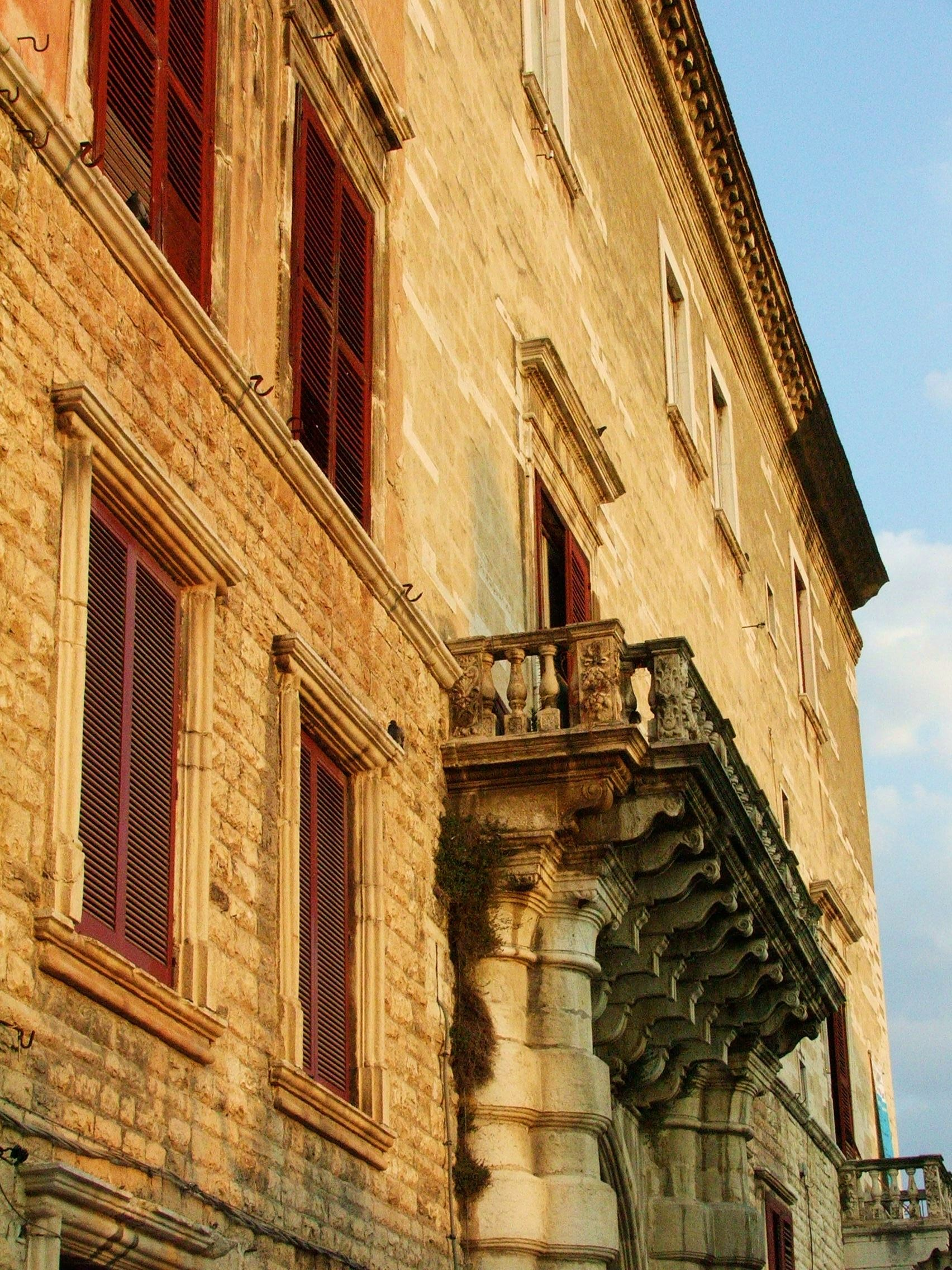
Herzoglicher Palast in Andria

        3. Herzoglicher Palast in AndriaBertrand, † 1351, 1308 Graf von Andria, Signore de Squillace, 1309 Conte die Montescaglioso; ⚭ I Beatrix von Anjou-Sizilien, † 1320/21, Tochter von Karl II., König von Neapel (Haus Anjou); ⚭ II Marguerite d'Aulnay
          1. (I) Marie, † 1347; ⚭ Humbert II., Dauphin von Viennois, 1352 Erzbischof von Reims, † 1355 (Haus La Tour-du-Pin)
          2. (II) Francesco I., † 1422, 1351 2 Conte und 1351 1. Duca di Andria, 2. Conte de Montescaglioso e Squillace; ⚭ I Luisa Sanseverino (Haus Sanseverino); ⚭ II Margarete von Anjou-Sizilien, Tochter von Philipp I., Fürst von Tarent (Haus Anjou); ⚭ III Sveva Orsini, Tochter von Niccolò Conte di Nola
            1. (II) Antonia, † 1374; ⚭ Friedrich III., König von Sizilien, † 1377 (Haus Barcelona)
            2. (II) Jacopo, † 1384, 1373 Fürst von Tarent und Fürst von Achaia, 1377 Despot von Romania, Herr von Albanien, Titularkaiser von Konstantinopel, 1382 Herr von Korfu; ⚭ Agnes von Anjou-Sizilien, † 1383, Tochter von Karl, Herzog von Durazzo (Haus Anjou)
            3. (III) Guglielmo, † wohl 1444, 1422 2. Duca di Andria, 1427 Erbe von Alix des Baux, Contessa di Avellino
              1. Francesco II., † 1482, 3. Duca di Andria; ⚭ Sancia di Chiaromonte, Contessa di Copertino, Tochter von Tristano de Chiaromonte und Catarina Orsini del Balzo, Contessa di Copertino, Schwägerin von Ferrante I., König von Neapel (Guilhem de Clermont-Lodève)
                1. Pietro, † 1487, 1482 4. Duca di Andria, Conte di Montescaglioso, Bisceglie e Copertino, 1486 1. Principe di Altamura; ⚭ Maria Donata Orsini Balzo, Tochter von Gabriel, Duca di Venosa
                  1. Antonia del Balzo-Gonzaga (1461–1538)Federigo, Conte di Acerra

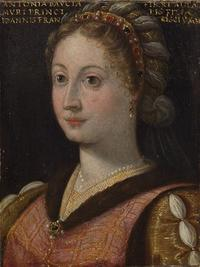
Antonia del Balzo-Gonzaga (1461–1538)

                  2. Isotta, † 1530, 2. Principessa di Altamura; ⚭ Pietro de Guevara, Marchese del Vasto
                  3. Antonia (1461–1538); ⚭ Gianfrancesco Gonzaga, Conte di Sabbioneta, † 1498
                  4. Isabella; ⚭ Friedrich IV., König von Neapel, † 1504 (Haus Trastámara)

                2. Agilberto, † 1487, Conte di Castro e Ugento, 1. Duca di Nardo; ⚭ Antonia Sanseverino, Contessa di Castro e Ugento (Haus Sanseverino)
                  1. Gianpaolo, † 1487, Conte di Ugento
                  2. Elena; ⚭ (Richisenz Conte di Avellino)
                  3. Caterina (Isabella); ⚭ Giordano Colona, Duca dei Marsi
                  4. Guglielmo, † nach 1497, Conte di Nola
                  5. Raimondo, 1507 Conte di Castro ed Ugento; ⚭ Laura Colonna, Tochter von Giordano Duca dei Marsi
                    1. Francesco, † 1530, 2. Conte di Castro ed Ugento
                      1. Antonia; ⚭ NN Branciforte, Marchese di Licodia, Principe di Butera

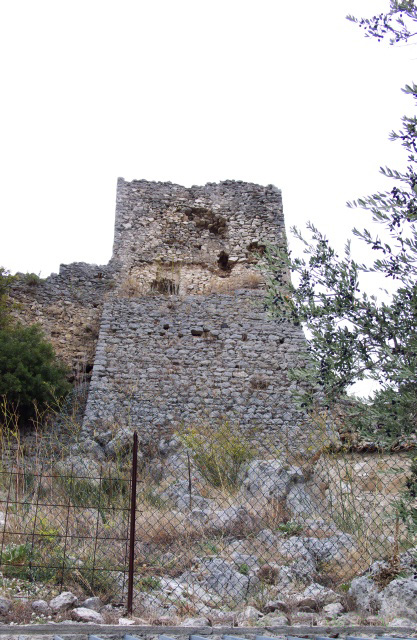
Die Normannenburg in Presenzano

            4. (III) Die Normannenburg in Presenzano Marguerite, † 1469; ⚭ Pierre de Luxembourg, Graf von Saint-Pol, Ritter des Ordens vom Goldenen Vlies, † 1433 (Haus Luxemburg-Ligny)
            5. (III) Bianchino del Balzo, enterbt, 1422/23 bezeugt - Nachkommen: die Herzöge von Schiavi († 1726), Caprigliano († 1745) und Presenzano (bis heute existierend)

          3. (II) Isabella, † 1379; ⚭ Antonio Sanseverino, 5. Conte di Marsico, † 1384 (Haus Sanseverino)
          4. (II) Catarina, ⚭ Onorato Caetani, Conte di Fondi, † 1400
          5. (II) Blanca (Sancha); ⚭ Jean d'Enghien, Conte di Castro, † 1380 (Haus Enghien)

### Die Fürsten von Orange
1. Guillaume I. des Baux, genannt du Cornet, † 1218, 1182 Fürst von Orange – Vorfahren siehe oben
  1. Siegel Raymonds I. († 1282), Fürst von OrangeRaymond I., † 1282, Prince d’Orange
    1. Guillaume IV., † vor 1281

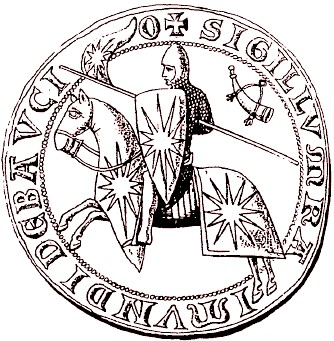
Siegel Raymonds I. († 1282), Fürst von Orange

      1. Stéphanette; ⚭ Bertrand III. des Baux, Co-Prince d’Orange (siehe unten)

    2. Bertrand IV., Prince d’Orange (3/4)
      1. Guillaume, † 1312 – Nachkommen : die Herren von Sérignan, † nach 1410
      2. Raymond IV., † 1340, Prince d’Orange
        1. Raymond V., † 1393, Prince d’Orange; ⚭ Johanna von Genf, † vor 1389, Tochter von Amadeus III., Graf von Genf
          1. Marie, † 1417, Princesse d’Orange; ⚭ Jean III. de Chalon, Sire d’Arlay, 1393 Prince d’Orange, † 1418 (Haus Chalon) - Nachkommen: die weiteren Fürsten von Orange

      3. Béatrix, ⚭ Guillaume (Armand VI.) de Polignanc (Haus Polignac)
      4. Marguerite, ⚭ Bertrand V. des Baux, Seigneur de (1/4) Courthezon

  2. Guillaume II., † vor 1239, Co-Prince d‘Orange
    1. Bertrand II., 1239/48 bezeugt
    2. Guillaume III., † 1256/57, Co-Prince d’Orange (1/4)
    3. Raymond II., † 1278/79, Co-Prince d’Orange 
      1. Bertrand III., † 1305, Co-Prince d’Orange (1/4); ⚭ Stéphanette des Baux, Tochter von Guillaume IV. (siehe oben)
        1. Raymond VI., † nach 1332, Seigneur de Courthézon – Nachkommen † 1392/94
        2. Bertrand V., † 1345, Seigneur de (14) Courthézon; ⚭ Marguerite des Baux, Tochter von Bertrand IV., Prince d‘Orange (siehe oben)
        3. Hugues, X 1315, 1304 neapolitanischer Conte di Soleto
          1. Raymond, † 1375, 2. Conte di Soleto
          2. Sveva; ⚭ Roberto Orsini Conte di Nola – Nachkommen : die weiteren Grafen von Soleto

        4. Amiel des Baux, † 1351, 1325/26 Herr der Signoria Florenz – Nachkommen : die Grafen von Alessano, † 16. Jahrhundert

      2. Raymond III., † vor 1339, Titular-Co-Prince d’Orange – Nachkommen die Herren von Suze † nach 1409

  3. Bertrand, Co-Prince d’Orange 1229/35